# Christian Winther (Schriftsteller)

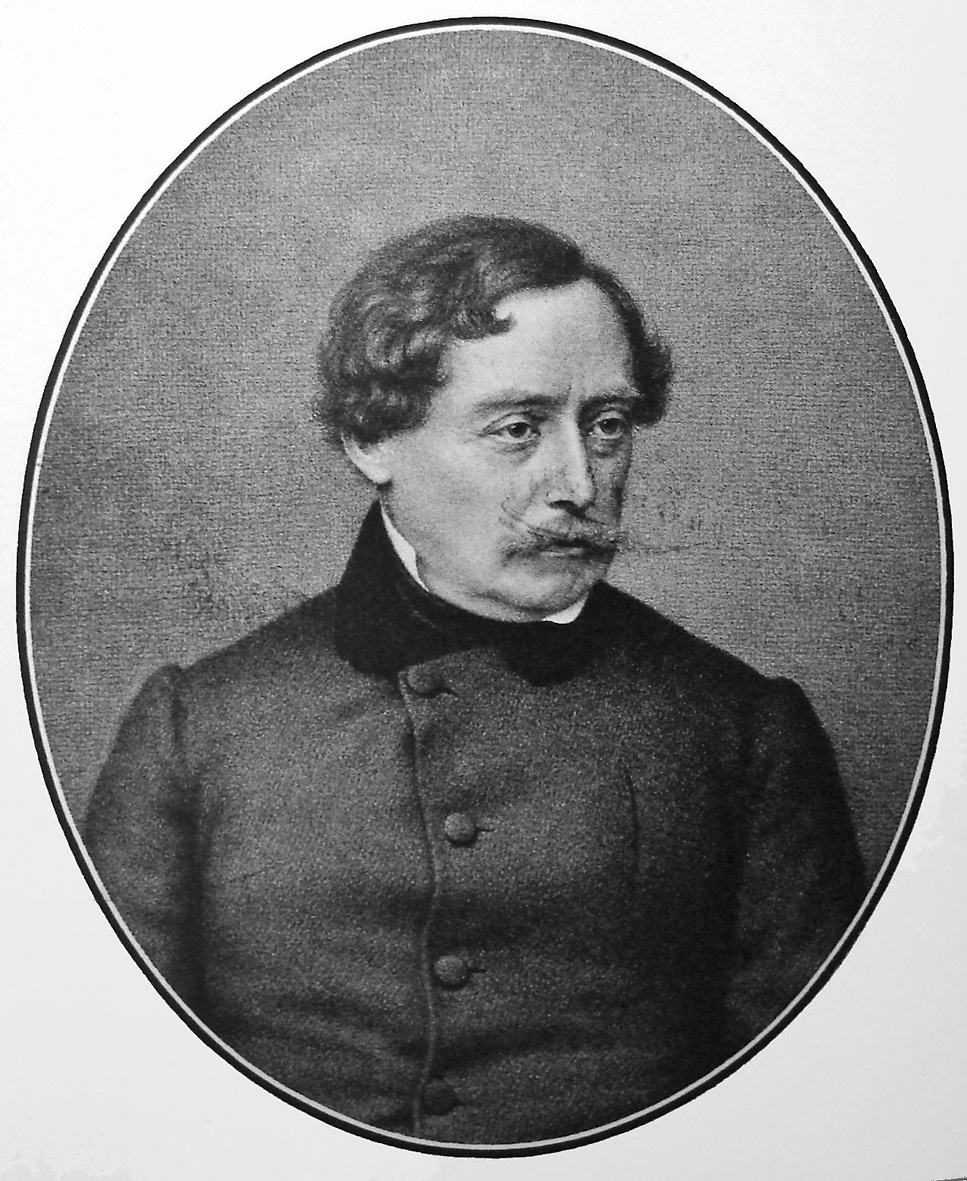
Christian Winther

Christian Winther (voller Name: Rasmus Villads Christian Ferdinand Winther; * 29. Juli 1796 in Fensmark bei Næstved; † 30. Dezember 1876 in Paris, Frankreich) war ein dänischer Schriftsteller. Bekannt wurde er vor allem durch seine Gedichte und Lieder, von denen einige zu Volksliedern wurden. Er veröffentlichte aber auch Prosa.

## Biographie
Winther wurde als Sohn des Pfarrers Hans Christian Winther und dessen Frau Johanne Dorothea Borchsenius in Fensmark auf Seeland geboren. Nachdem ihr Mann 1808 gestorben war, heiratete Winthers Mutter 1812 Rasmus Møller, der Pfarrer in Købelev war, und später Bischof wurde. Møller brachte zwei Söhne mit in die Ehe, Hans Ulrik und Poul Martin, der ebenfalls Schriftsteller wurde. Winther und seine Stiefbrüder kannten sich bereits und waren befreundet. Sie besuchten dieselbe Schule, ein Gymnasium in Nykøbing Falster. Winther war vor allem sprachlich und musikalisch begabt. Er spielte Violine und schrieb seine ersten Gedichte.
Nach seinem Schulabschluss 1815 ging er nach Kopenhagen, wo er Theologie studierte, sich jedoch viel mit anderen Dingen beschäftigte. Eine Zeit lang bemühte er sich darum, Schauspieler zu werden, auch arbeitete er als Lehrer. Teilweise lebte er auch wieder in Købelev, wo er mehr Ruhe für sein Studium fand als in der Hauptstadt Kopenhagen. In seine Studienzeit fällt auch Winthers erste Veröffentlichung: das 1818 entstandene Studentenlied Her under Nathimlens rolige Skygge. Da er allerdings von seinen dichterischen Fähigkeiten nicht überzeugt war, blieb es lange Zeit seine einzige Veröffentlichung. 1824 beendete er schließlich sein Studium.
Im folgenden Jahr erhielt Winther eine Stellung als Hauslehrer einer reichen Familie. Er verliebte sich in eine der Töchter und schrieb Liebesgedichte, die in Zeitschriften erschienen. 1828 veröffentlichte Winther erstmals eine Gedichtsammlung.
1829 starb Winthers Onkel Rasmus, und er erbte einen Teil von dessen Vermögen. Wenige Monate später, im Frühling 1830, starb auch Winthers Mutter. Von 1830 bis 1831 befand sich Winther auf Reisen in Deutschland, der Schweiz und Italien, was auch durch sein Erbe ermöglicht wurde. In Rom traf er Ludvig Bødtcher, der ein guter Freund von ihm wurde. Auf dieser Reise sammelte er vielfältige Eindrücke, beschäftigte sich mit italienischer Lyrik, und plante ein episches Gedicht in deutscher Sprache. Dieses wurde jedoch nie vollendet. Zurück in Dänemark veröffentlichte Winther mehrere Bücher mit Gedichten und Erzählungen. Von Conrad Peter Reichsgraf zu Rantzau wurde Winther in dieser Zeit unterstützt.
1841 wurde Winther den Titel eines Professors verliehen, und er wurde von König Christian VIII. nach Neustrelitz geschickt, um die künftige Kronprinzessin Caroline zu Mecklenburg in der dänischen Sprache zu unterrichten. Auch nach Carolines Hochzeit mit Kronprinz Friedrich blieb er noch bis 1842 Lehrer der Prinzessin, nun in Kopenhagen und Odense.
1848 heiratete Winther Julie Werliin, die er bereits seit 1836 kannte. Sie war jedoch zu dieser Zeit noch mit ihrem ersten Ehemann, einem jütländischen Pfarrer, verheiratet, von dem sie sich 1843 trennte. Winthers Verhältnis mit der noch verheirateten Julie Werliin wurde auch in der Öffentlichkeit wahrgenommen. Ihr widmete Winther seinen 1843 veröffentlichten Gedichtzyklus Til Een.
Als Winthers wichtigstes Werk gilt jedoch Hjortens Flugt, eine epische Dichtung im Stil des Nibelungenliedes, die 1957 unter dem Titel Des Hirsches Flucht auch in deutscher Sprache erschien.
Christian Winther starb im Alter von 80 Jahren in der französischen Hauptstadt Paris und wurde auf dem Kopenhagener Holmens Kirkegård begraben.